# 木浦市

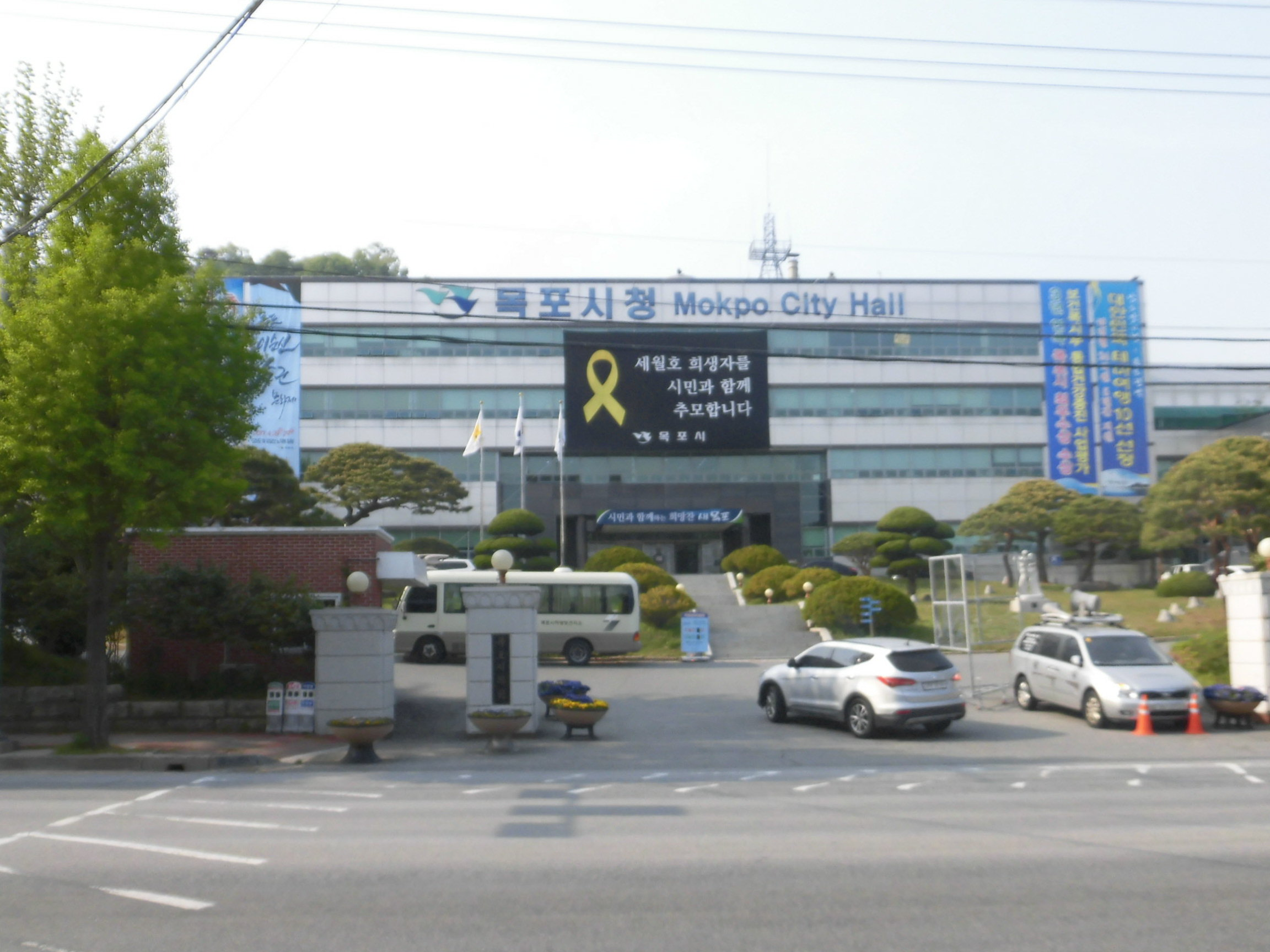
木浦市廳

木浦市（：／ Mokpo si */?）是韩国全罗南道的一座港口城市，位于黄海沿岸。韓國海軍在此設有軍港設施和航空基地。

## 名人
- 金大中：韩国第15任总统，出生於木浦附近的務安郡（現新安郡）荷衣島。
- 曹薰铉：韩国围棋棋士。
- 金芝河: 韓國作家
- 東海：組合Super Junior成員
- Zelo：組合B.A.P成員
- 吳智昊：韓國演員
- 崔真赫：韓國演員
- 朴真珠：韓國演員
- 朴娜勑：韓國喜劇演員
- 朴珠熙：韩国歌手
- 金慶皓：韩国歌手
- 金秦禹：組合WINNER成員
- 崔榮宰：組合GOT7成員
- 姜俊：組合C-CLOWN成員
- 安恩真：組合DIA成員
- 吳是溫：組合NCT成員

## 友好城市
- 挪威芬馬克亨墨菲斯 （1962年）
- 日本大分縣別府市 （1984年）
- 中华人民共和国江蘇省連雲港市 （1992年）
- 大韓民國慶尚北道榮州市 （1998年）
- 大韓民國慶尚南道马山市 （1998年）
- 中华人民共和国福建省厦門市 （2007年）
- 大韓民國忠清北道清州市 （2008年）